# 菜叶蜂虫疠霉
菜叶蜂虫疠霉（学名：Pandora athaliae）是属于虫霉目虫霉科虫疠霉属的一种真菌，寄生在菜叶蜂上。该种分布于中国、瑞士。